# Batalla de Langensalza (1866)

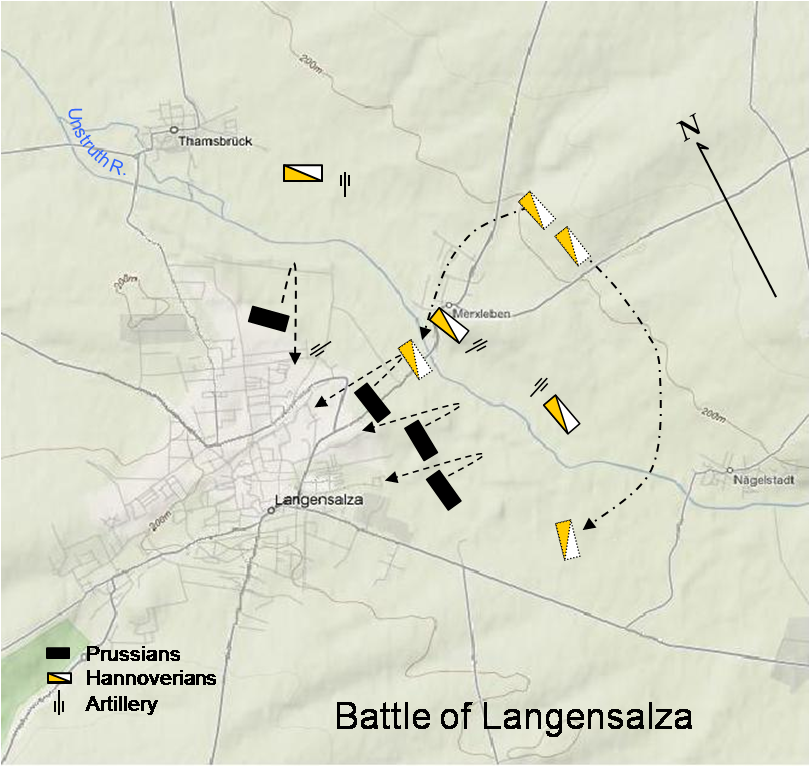
Movimiento regimental en Langensalza, 1866.

La batalla de Langensalza fue librada el 27 de junio de 1866 en las cercanías de Bad Langensalza en la actual Alemania, entre el reino de Hanóver y el reino de Prusia. Los hanoverianos ganaron la batalla pero fueron después rodeados por un mayor y reforzado ejército prusiano e, incapaces de enlazar con sus aliados bávaros al sur, se rindieron. Esto marcó la desaparición del ejército hanoveriano y la anexión de Hanóver a un floreciente reino de Prusia en un proceso que sistemáticamente unificó Alemania en un moderno estado nación.

## Antecedentes
Después de afirmar que sintiéndose "atrapado, como un zorro en una caja... sin más elección que morder hasta la salida" el rey Guillermo I de Prusia inició la guerra austro-prusiana para conquistar y unificar una mayoría de los principados germánicos. Muchos de los estados alemanes existentes antes de 1866, anticipándose a la guerra, se aliaron con Austria o Prusia dependiendo de sus deseos u objetivos. La mayoría de reinos que rodeaban Prusia se aliaron con Austria por temor a perder su autonomía en favor del estado prusiano. Como resultado, esto aisló geográficamente a Prusia, encajonada por el mar Báltico, lo que obligó al rey a hacer la afirmación anterior del "zorro atrapado". El rey Jorge V de Hanóver creía que podía negociar independientemente con austriacos y prusianos, gastando tiempo cuando podría haber fortalecido sus fuerzas uniéndose a otros estados alemanes. Cuando finalmente intentó eso, era demasiado tarde. En una muestra de la ingenuidad hanoveriana, el ministro de exteriores de Jorge declaró que Bismarck nunca rompería la ley federal, que insistía en mantener un intervalo de seis semanas antes de invadir otro territorio. El 15 de junio de 1866, el rey Guillermo ordenó a Hanóver, Sajonia y Kassel desarmarse de una vez, entrando efectivamente en guerra con los aliados de Austria. El 16 de junio, fuerzas prusianas empezaron a moverse contra los tres estados alemanes, con el general August Karl von Goeben acercándose a Hanóver.

## Batalla

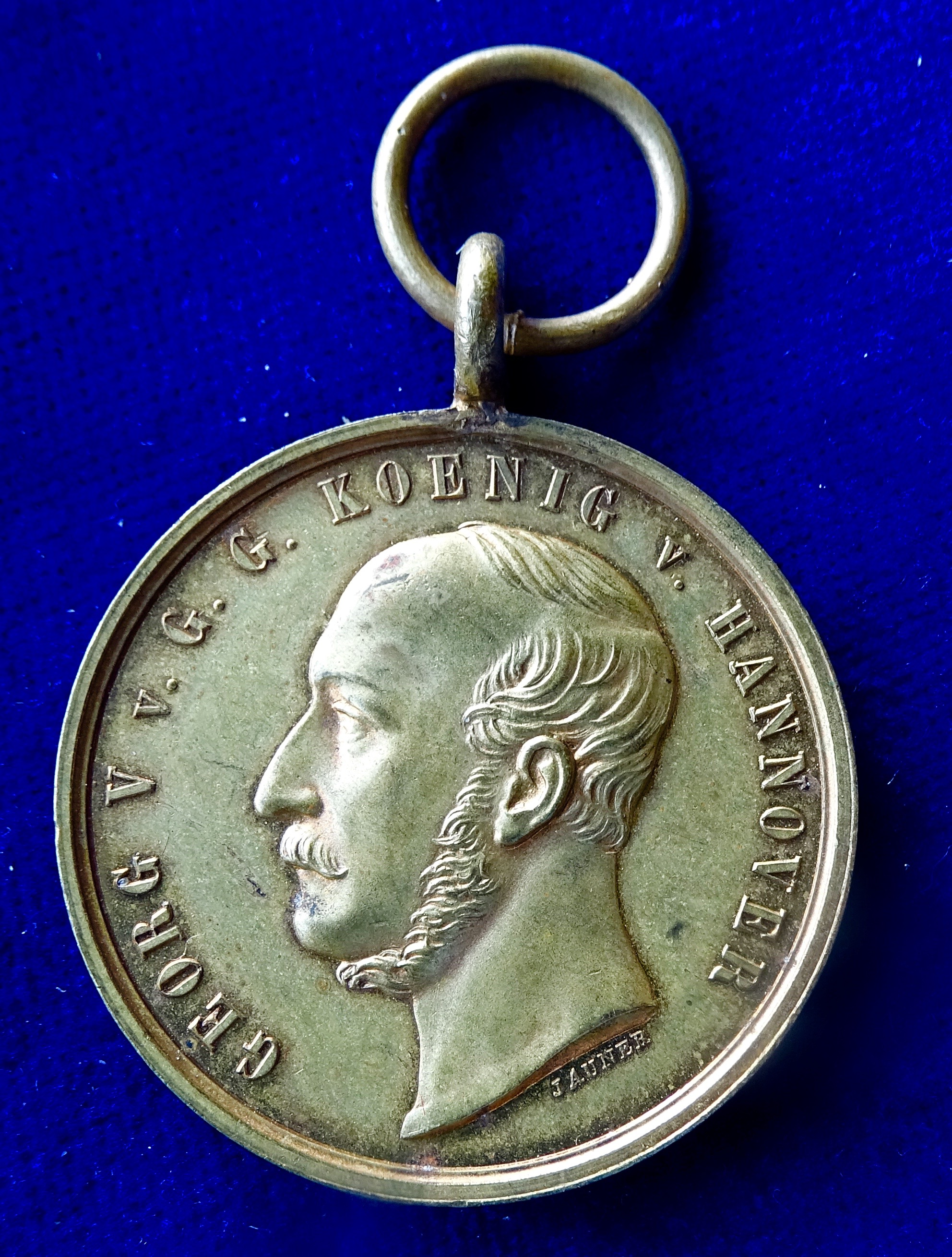
Medalla hanoveriana de la batalla de Langensalza (1866), concedida por el rey Jorge V a sus tropas que participaron en la batalla. Anverso.

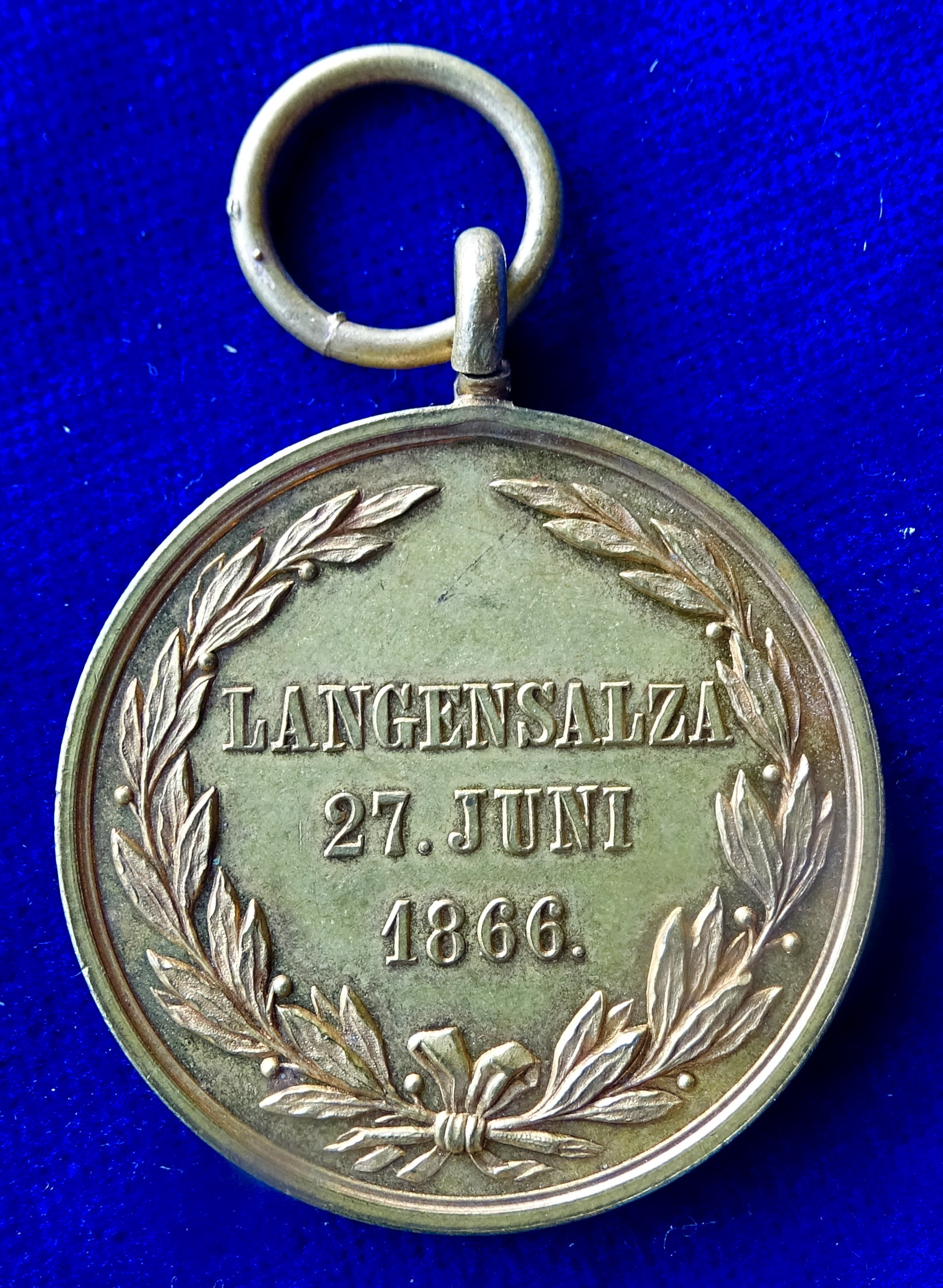
Medalla hanoveriana de la batalla de Langensalza (1866), reverso.

Hanóver comenzó en una posición excelente ya que el ataque prusiano ocurrió durante los ejercicios veraniegos de Hanóver y su ejército ya estaba movilizado. Al darse cuenta del vasto tamaño de la fuerza prusiana total, el rey Jorge ordenó a su ejército de 19.000 hombres al mando del general Alexander von Arentschildt que se retirara rápidamente y marchara hacia el sur para unirse con los aliados bávaros. Prusia trasladó a 40.000 tropas totales en Hannover, que luego se dividió en cuatro destacamentos bajo los generales Falckenstein, Goeben, Flies, y Beyer. El general von Falckenstein, reconociendo la ausencia de un ejército con el que combatir, marchó sin oposición sobre la capital de Hanover, al norte del ejército de Hanóver movilizado. El general Helmuth von Moltke, el comandante del teatro de operaciones prusiano, también ordenó a Goeben dirigirse al norte, y a su vez desplegó a Beyer al sur de Hannover, mientras que Flies, con 9000 tropas, rápidamente marchó hacia el oeste. Esto encajonó al ejército hanoveriano con la frontera de Prusia en el lado Este.
Moltke ordenó a Flies sostenerse e interceptar a los hanoverienses que trataban de abrirse paso hacia el oeste mientras la fuerza de Falckenstein realizaba el principal asalto prusiano desde el norte. En desafío directo a sus órdenes, el general Flies reunió a su destacamento y atacó directamente al ejército de Hanover. Después de una finta hacia Thamsbruck hacia el norte, las fuerzas prusianas bajo Flies hicieron un asalto concentrado hacia Merxleben. La fuerza hanoveriana mucho mayor y el fuego de artillería los condujeron de regreso a la ciudad actual de Langensalza. Con una fuerza de más del doble del tamaño del destacamento prusiano, Arentschildt derrotó severamente a las tropas de Flies y capturó a más de 900 hombres.
Aunque los hanoverianos obtuvieron una victoria decisiva en la batalla real, la lucha detuvo su movimiento y permitió que las otras fuerzas prusianas del norte y del sur convergieran en el sitio de la batalla. Sin opciones, el rey Jorge y los hanoverianos se retiraron hacia el este, más lejos de sus aliados bávaros. Inmovilizado por las montañas Harz y sin opciones, el rey Jorge se rindió en Nordhausen dos días después de la batalla.

## Consecuencias
La batalla de Langensalza estuvo cerca de ser un desastre en la campaña hanoveriana de los prusianos. Aniquiló el destacamento de tropas de Flies y podía haber permitido una avenida para el escape del ejército de Hanóver. Al mismo tiempo, esta batalla proporcionó el tiempo justo para que los contingentes prusianos al norte y al sur enlazaran en el sitio de la batalla, lo que en último término forzó la rendición hanoveriana.
Langensalza fue un aspecto importante en la guerra austro-prusiana ya que llevó a una rápida ocupación de Hanóver por Prusia, tomando por sorpresa a los austriacos y debilitando de forma importante su posición en la guerra. Los prusianos también invadieron rápidamente Kassel y Sajonia al mismo tiempo que atacaban Hanóver. Todos juntos estos pequeños estados podrían haber contribuido con más de 100.000 buenas tropas a la causa austriaca, pero fueron destruidos antes de que pudieran unirse y combatir conjuntamente. Si los hanoverianos hubieran conectado con éxito con otros aliados del lado austriaco, la guerra austro-prusiana podría haber tenido otro final.
Otro resultado a largo plazo de la batalla de Langensalza es el uso de la "Cruz Roja" por el personal médico. Creado en la Primera Convención de Ginebra en 1864, la Cruz Roja inició un grupo de ayuda humanitaria internacional. Esta organización, que después se ampliaría enormemente, originalmente era muy pequeña. Involucrando solo treinta enfermeras voluntarias entrenadas de Gotha, la primera misión de combate de la Cruz Roja ocurrió en el lado prusiano en Langensalza. Aunque Austria y Hanóver no estaban involucrados, en 1866 Prusia era miembro de la Convención de la Cruz Roja. El personal médico prusiano trabajó en el campo de batalla llevando la señal de la Cruz Roja en el brazo proporcionando ayuda crítica a los soldados heridos. Su legado continúa en la actualidad en forma de Cruz Roja Internacional.